# Opričniki

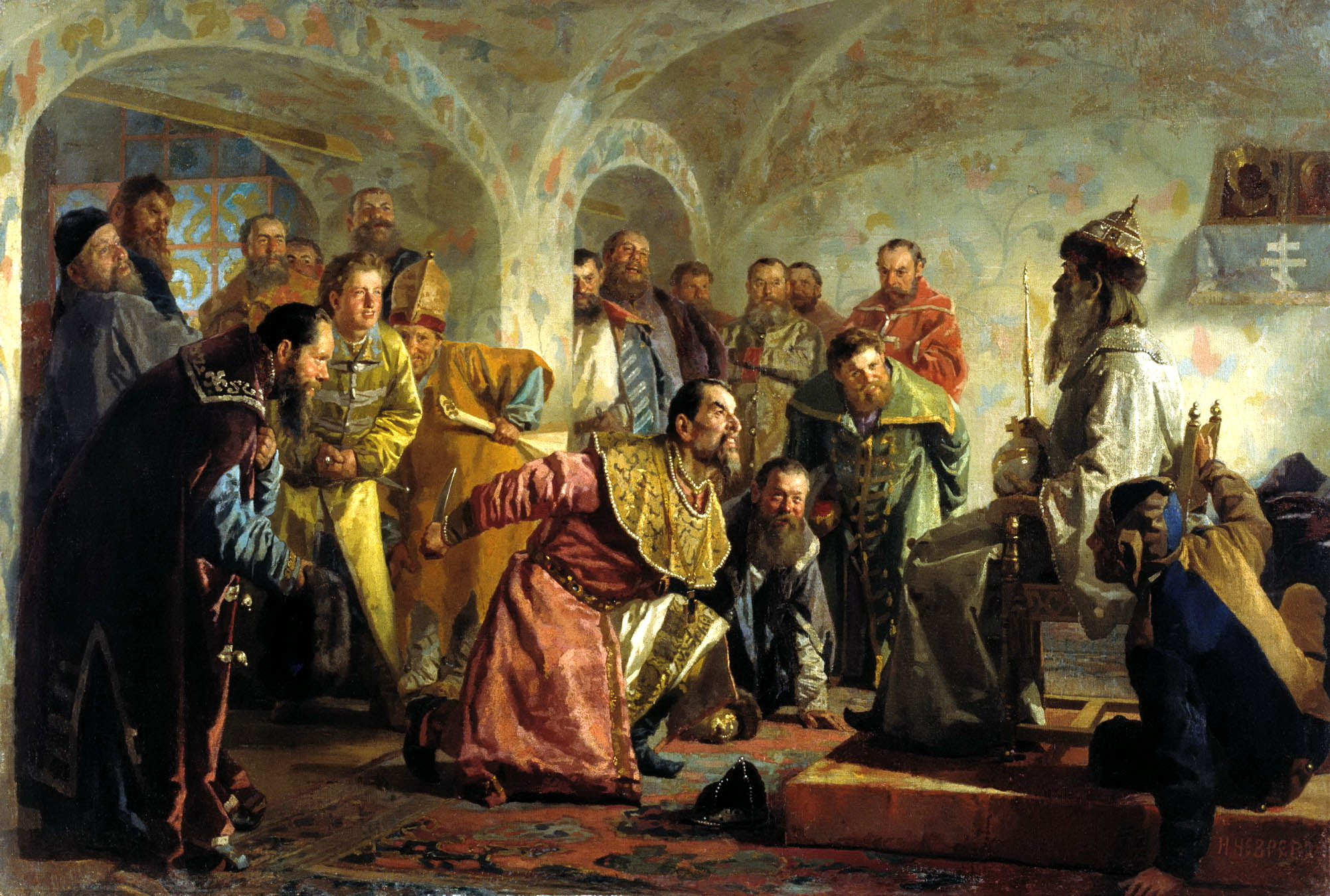
Opričniki, dipinto di Nikolaj Vasil'evič Nevrev

Gli opričniki (in russo опричники?), anche noti come opričnina, furono un esercito privato al servizio dello Zar Ivan IV di Russia durante il periodo dell'Opričnina (1565-1573).

## Storia
Gli opričniki furono responsabili di migliaia di torture ed esecuzioni sommarie sull'intero territorio russo. Al fine di ispirare quanto più terrore fosse possibile il loro abbigliamento era completamente nero e portavano sulla sella del loro cavallo, anch'esso rigorosamente nero, le insegne di una testa di cane e di una scopa. La prima simboleggiava la loro lealtà allo zar (tanto che erano a volte chiamati "i cani dello zar", probabile allusione all'ordine dei Domenicani "i cani del Signore", o ai mastini del Sultano), mentre la seconda stava a significare la loro volontà nello "spazzare via" i nemici.
Durante il periodo dell'Opričnina Ivan il Terribile scelse personalmente gran parte degli uomini del suo esercito personale, preferendo gli individui più spietati. Si racconta infatti che ogni membro degli opričniki avesse alle proprie spalle reati infamanti quali assassinio, rapina e stupro: per evitare la prigione o attirati dalle grandi possibilità di arricchirsi tramite il servizio militare questa eterogenea massa di individui, legati solo dal giuramento di fedeltà allo zar, fecero per più di sette anni le funzioni di polizia politica.  Quando Ivan dichiarò di essere la "Mano di Dio", 300 tra gli opričniki furono selezionati per diventare i suoi monaci personali e vissero nel castello reale. Ogni notte alle 3 recitavano sermoni, composti dallo stesso Ivan, prima delle rituali esecuzioni capitali che si svolgevano ogni mattina. I monaci Strelizzi avrebbero dovuto, nei desideri del sovrano, condurre una vita ascetica, come i veri monaci che emulavano, ma, protetti dalla più completa immunità, spesso e volentieri compivano atti crudeli nei confronti sia della popolazione che della nobiltà.
Durante l'attacco, ordinato dallo zar, alla città di Novgorod gli opričniki uccisero oltre 1500 nobili e un numero imprecisato di mercanti e contadini.
Nel 1573, sospettato di attentare alla vita dello zar e di tradimento durante l'invasione dei Tatari, il corpo degli opričniki fu sciolto da Ivan stesso che decise inoltre la condanna a morte dei suoi capi.